# إيمي ديكسون
إيمي ديكسون (بالإنجليزية: Amy Dickson)‏ هي عازفة ساكسفون أسترالية، ولدت في 1982 في سيدني في أستراليا.

## وصلات خارجية
- إيمي ديكسون على موقع ميوزك برينز (الإنجليزية)
- إيمي ديكسون على موقع ديسكوغز (الإنجليزية)